# Питанга (микрорегион)

Питанга на карте.

Питанга (порт. Microrregião de Pitanga) — микрорегион в Бразилии. Входит в штат Парана. Составная часть мезорегиона Юго-центральная часть штата Парана. Население составляет 	75 735	 человек (на 2010 год). Площадь — 	4904,687	 км². Плотность населения — 	15,44	 чел./км².

## Демография
Согласно сведениям, собранным в ходе переписи 2010 г. Национальным институтом географии и статистики (IBGE), население микрорегиона составляет:						
| Полное население                             | Полное население                             | Полное население                             | Полное население                             | 75 735 |
| -------------------------------------------- | -------------------------------------------- | -------------------------------------------- | -------------------------------------------- | ------ |
| в том числе:                                 | Городское население                          | 35 732                                       | Процент городского населения, %              | 47,18  |
|                                              | Сельское население                           | 40 003                                       | Процент сельского населения, %               | 52,82  |
|                                              | Мужское население                            | 38 287                                       | Процент мужского населения, %                | 50,55  |
|                                              | Женское население                            | 37 448                                       | Процент женского населения, %                | 49,45  |
| Плотность населения, чел/км²                 | Плотность населения, чел/км²                 | Плотность населения, чел/км²                 | Плотность населения, чел/км²                 | 15,44  |
| Население микрорегиона в % к населению штата | Население микрорегиона в % к населению штата | Население микрорегиона в % к населению штата | Население микрорегиона в % к населению штата | 0,73   |

## Статистика
- Валовой внутренний продукт на 2003 год составляет 566 919 889,00 реалов (данные: Бразильский институт географии и статистики).
- Валовой внутренний продукт на душу населения на 2003 год составляет 6779,42 реалов (данные: Бразильский институт географии и статистики).
- Индекс развития человеческого потенциала на 2000 год составляет 0,700 (данные: Программа развития ООН).

## Состав микрорегиона
В составе микрорегиона включены следующие муниципалитеты:
1. Боа-Вентура-ди-Сан-Роки
2. Ларанжал
3. Мату-Рику
4. Палмитал
5. Питанга
6. Санта-Мария-ду-Уэсти